# Teodomiro (obispo)

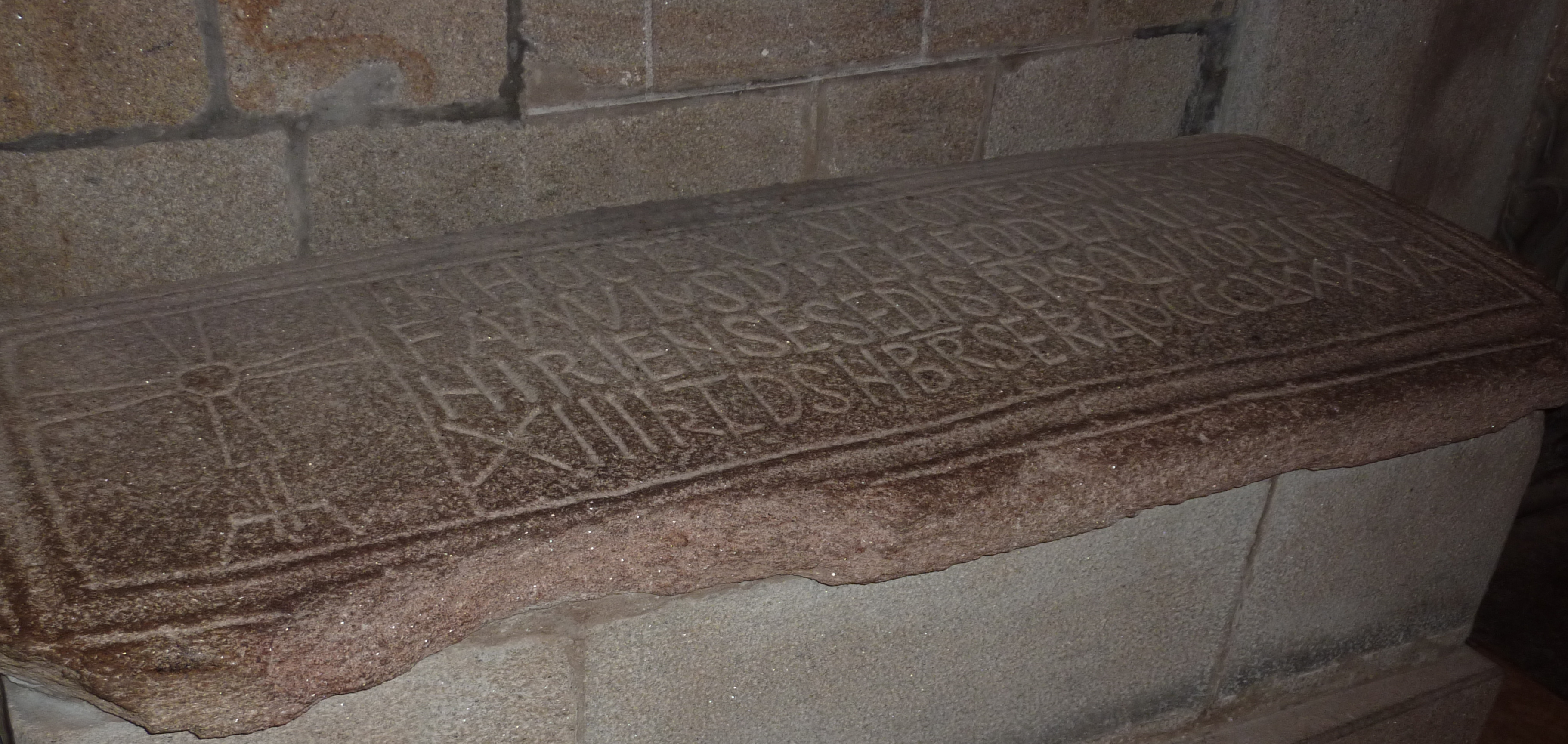
Lápida del sepulcro del obispo Teodomiro de Iria, hoy en la catedral de Santiago de Compostela

Teodomiro (principios del siglo IX, ¿Iria Flavia (hoy Padrón)? - c. 849-Santiago de Compostela) fue un obispo de la diócesis de Iria Flavia, antecesora de la diócesis de Santiago de Compostela. Durante su obispado, a principios del siglo IX, se produjo el descubrimiento del sepulcro del Apóstol Santiago.

## Descubrimiento del sepulcro del apóstol Santiago
Cuenta la leyenda que en el 813 un ermitaño llamado Pelayo, o Paio o Pelagio, vio una estrella posada en el bosque Libredón. Se lo comunicó a Teodomiro, obispo de Iria Flavia y se realizó el descubrimiento del sepulcro del Apóstol Santiago. Teodomiro puso de inmediato el hecho en conocimiento del rey Alfonso II de Asturias, que acudió rápidamente desde Oviedo para visitar el lugar. Este relato fue publicado en la misma época para justificar la creación del peregrinaje a Santiago de Compostela cuando acechaba la amenaza árabe y el miedo a la pérdida de la Cristiandad como se conocía hasta el momento. Se la conoce como la 'invención' de Teodomiro y puede leerse en su Cronicon Irense.

## Identificación de los restos de Teodomiro
En 1955, un equipo liderado por el arqueólogo Manuel Chamoso Lamas, durante trabajos en el suelo de la catedral de Santiago de Compostela, descubrió una lápida con una inscripción que hacía referencia al obispo Teodomiro. Debajo de esta lápida, encontraron los restos fragmentarios de un individuo masculino de edad avanzada, que asumiendo que se trataba del propio Teodomiro. No obstante, décadas más tarde, esta suposición fue cuestionada cuando una revaluación osteoarqueológica concluyó que los huesos pertenecían a una mujer anciana.
Finalmente, un estudio publicado en 2024 en el que se realizaron análisis osteoarqueológicos, isotópicos y de ADN sugieren que los restos podrían pertenecer al obispo Teodomiro. La evaluación osteológica indicó que se trataba de un hombre de más de 45 años al morir, lo que coincidiría con un obispo nombrado a una edad temprana. Los análisis isotópicos de nitrógeno y carbono indicaron una dieta más humilde de lo esperado para un obispo, aunque esto podría ser explicado por las prácticas monásticas de la época o el contexto económico del siglo IX. Además, los resultados indicaron que los restos pertenecían a un individuo que residió durante sus primeros años de vida en la zona de Iria o, al menos, en la zona norte de la península.
El análisis de ADN confirmó que los restos procedían de un varón resolviendo la anterior duda respecto al género de los restos y sugirieron una ascendencia, significativamente norteafricana,  que podría estar vinculada a la interacción entre élites hispano-romanas y visigodas o, incluso, entre élites cristianas e islámicas después de la conquista islámica en las regiones sur/centro de la península ibérica.
Aunque los resultados de la datación por radiocarbono no coincidieron exactamente con la fecha documentada de la muerte de Teodomiro, arrojando unos resultados más tempranos, son consistentes con la posibilidad de que realmente se trate del obispo, considerando el efecto de la dieta marina del individuo en la datación. 
En conjunto, las pruebas del estudio apuntan a que es muy probable que los restos óseos procedan del obispo Teodomiro, convirtiéndolo en el personaje histórico identificado más antiguo de España.